# Pseudopalpares sparsus
Pseudopalpares sparsus is een insect uit de familie van de mierenleeuwen (Myrmeleontidae), die tot de orde netvleugeligen (Neuroptera) behoort. 
Pseudopalpares sparsus is voor het eerst wetenschappelijk beschreven door McLachlan in 1867.